# 貝魯魯哈區
貝魯魯哈區，是馬達加斯加的行政區，位於該國南部，由阿齊莫-安德列發那區負責管轄，首府設於貝魯魯哈，面積7,210平方公里，2011年人口43,310，人口密度每平方公里6人。